# Colla dei Termini
La Colla dei Termini (2.006 m s.l.m.,  anche chiamata Colla di Ormea e, nel passato, Pian dei Termini, è un valico delle Alpi liguri situato in Provincia di Cuneo. Collega Villaro (comune di Ormea, in Val Tanaro) con la Val Corsaglia.

## Storia

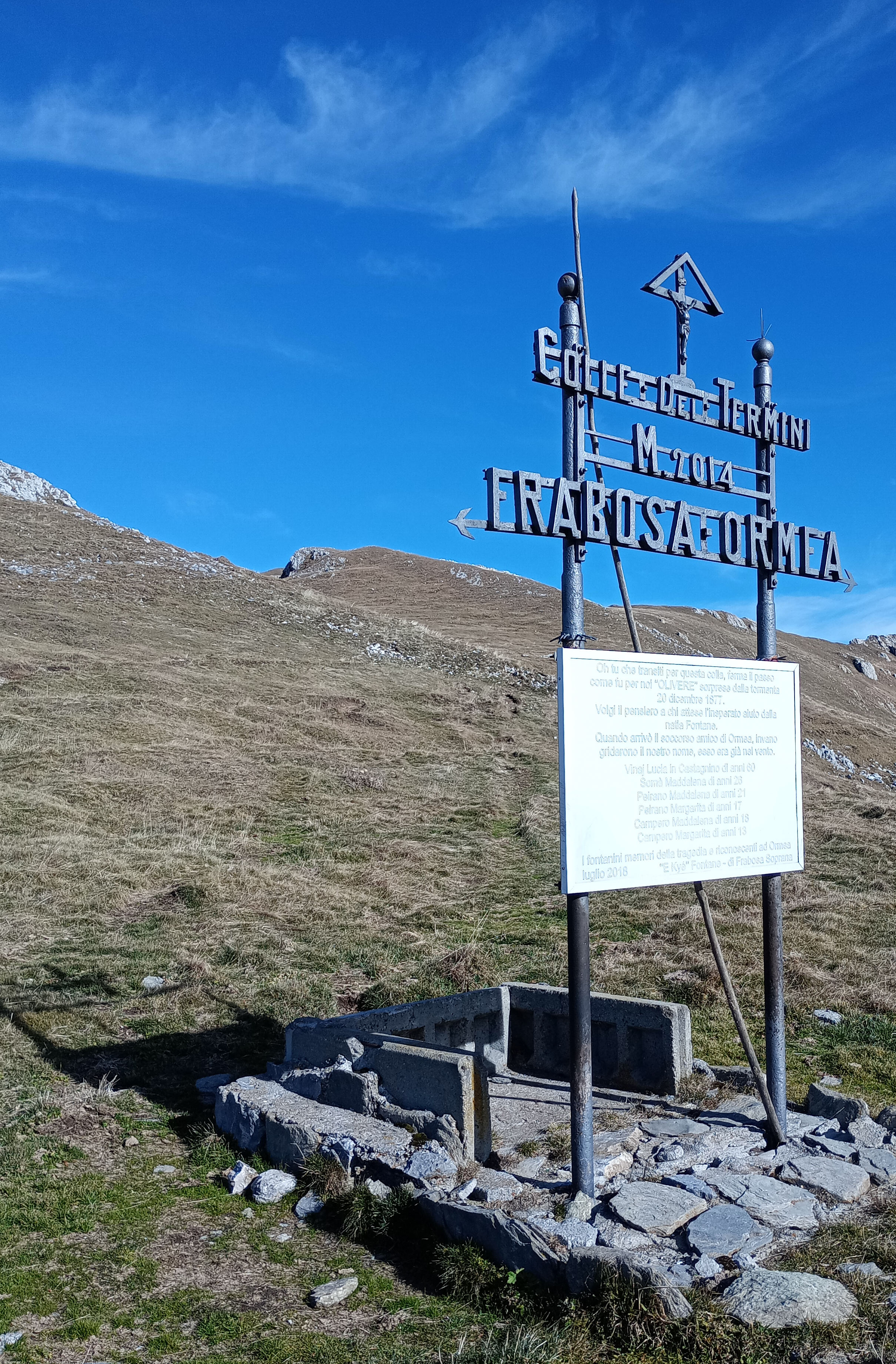
L'indicazione del valico con il pannello commemorativo della disgrazia del 1877

La zona era frequentata già nella preistoria; in una grotta nei pressi del valico, oltre ad antichi scheletri di animali, sono stati rinvenute alcune vestigia della presenza umana riferibili alla media Età del Bronzo. 
L'area attorno al valico fu coinvolta durante la Rivoluzione Francese negli scontri tra l'esercito francese e quello sabaudo.
Nel dicembre del 1877 alla Colla dei Termini trovarono la morte sei olivere. Si trattava di cinque giovinette e di una donna che erano state in Liguria a raccogliere olive, per un impiego stagionale, e che mentre stavano tornando a Fontane (Frabosa Soprana) furono sorprese da una tempesta di neve. I soccorsi arrivarono troppo tardi per salvarle, e l'unica cosa possibile fu il recupero delle salme per dare loro sepoltura. Sul colle si trova oggi un pannello commemorativo in ricordo della tragedia.

## Descrizione

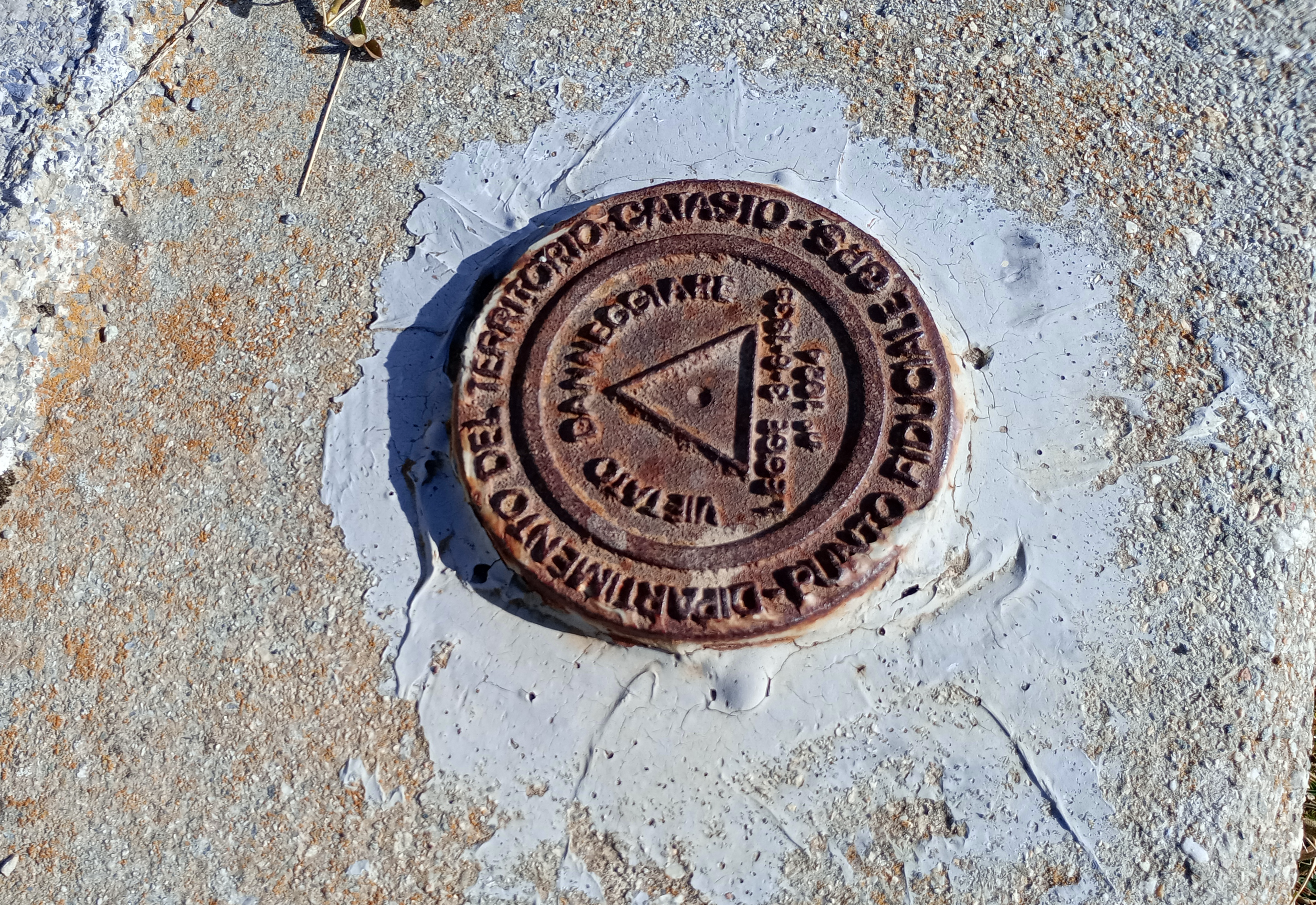
Centrino geodetico IGM sul punto di valico

Il colle è una ampia sella che si apre sullo spartiacque Tanaro/Corsaglia tra la Cima Ciuaiera ( a nord-est) e la Punta dei Termini (a sud-ovest, 2099 m). Amministrativamente è del tutto compreso nel territorio comunale di Ormea il quale, oltre alla zona circostante il capoluogo situato in Val Tanaro, comprende anche una porzione della testata della Val Corsaglia. Il valico è raggiunto da una strada, inizialmente asfaltata e poi sterrata, che sale da Ormea. Sul lato Val Corsaglia la stradina, che secondo un vecchio progetto avrebbe dovuto spingersi fino a Fontane  (Frabosa Soprana), continua ancora per circa 4 km, senza però raggiungere i centri abitati della bassa valle. Sulla Colla dei Termini convergono inoltre vari sentieri e mulattiere che la collegano con i piccoli gruppi di edifici circostanti.

## Escursionismo

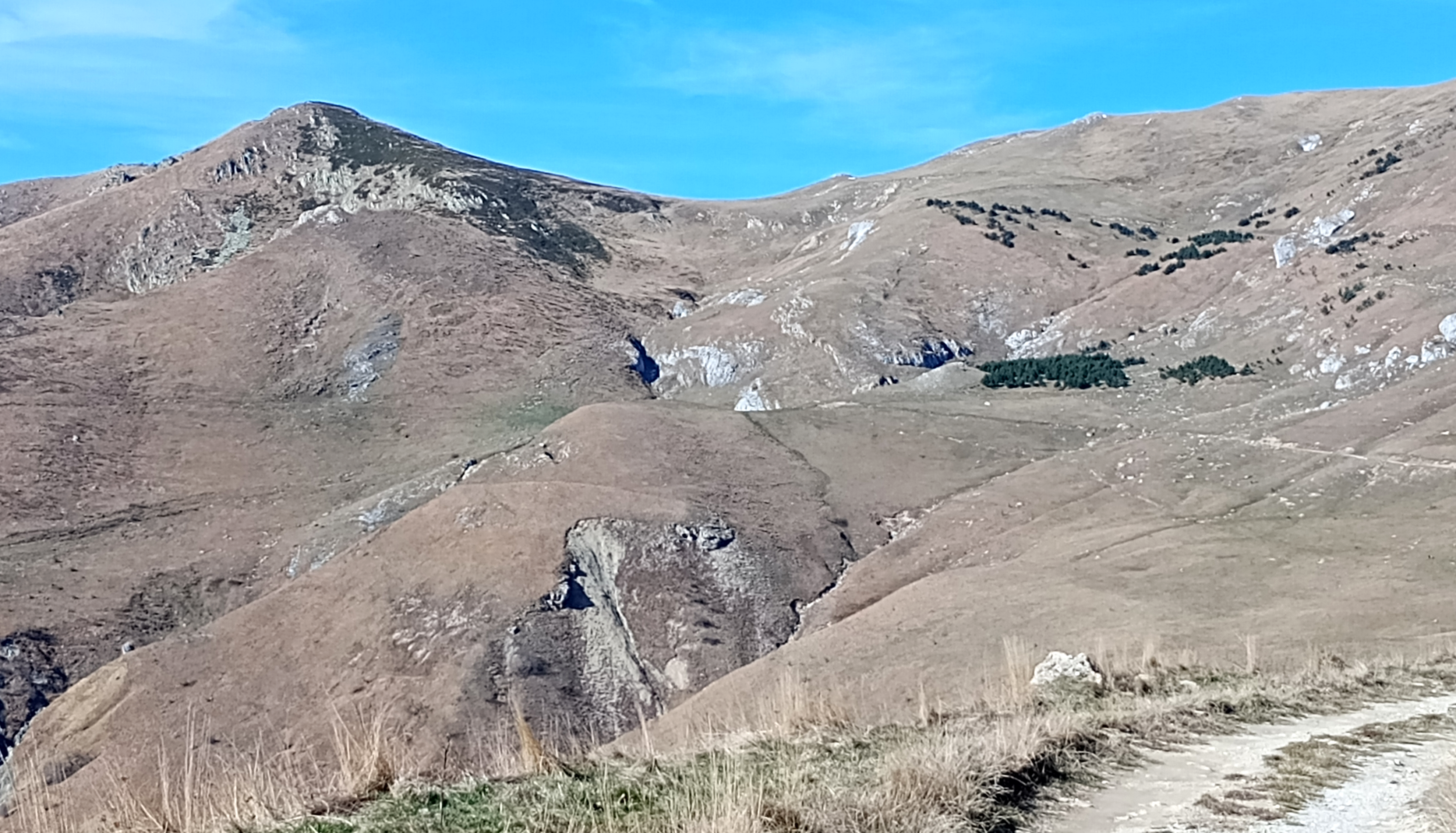
La Colla dei Termini con la vicina Punta dei Termini

Il colle è raggiungibile per una strada sterrata che parte dalla frazione Cascine (Ormea), a sua volta raggiunta da una stradina asfaltata. Dal colle si può raggiungere per sentiero la vicina Cima Ciuaiera. Dalla Val Corsaglia si può raggiungere il valico per sentiero con partenza da Borello (945 m, comune di Roburent).

## Ciclismo
La salita da Ormea (14,4 km) e in particolare il tratto sterrato Cascine-Colla dei Termini, di circa 7 km di sviluppo, è un noto percorso per gli appassionati di mountain-bike.

## Tutela naturalistica
Il valico fa parte di un SIC (Sito di Interesse Comunitario) denominato Monte Antoroto (cod. IT1160035), le cui misure specifiche di conservazione sono state approvate dalla Regione Piemonte nel 2016.